# Зімамото
Футбольний клуб Зімамото або просто Зімамото (англ. Zimamoto Football Club) — професіональний танзанійський та занзібарський футбольний клуб з острова Занзібар.

## Історія
Заснований у Занзібар Сіті, неодноразово виступав у Прем'єр-лізі Занзібару, але тривалий період часу не демонстрував високих результатів. Допоки в сезоні 2015/16 років не став переможцем чемпіонату Занзібара, випередивши срібного призера першості на 5 очок.
У 2017 році вперше в історії кваліфікувався для участі в континентальному турнірі, у Лізі чемпіонів КАФ, де поступився в попередньому раунді клубу «Ферроваріу ді Бейра» з Мозамбіка.

## Досягнення
- Прем'єр-ліга Занзібару
  -  Чемпіон (1): 2015/16

## Статистика виступів
| Сезон | Турнір                 | Раунд      | Клуб                | Вдома | На виїзді | Загалом |
| ----- | ---------------------- | ---------- | ------------------- | ----- | --------- | ------- |
| 2017  | Ліга чемпіонів КАФ     | Попередній | Ферроваріу ді Бейра | 2-1   | 1-3       | 3-4     |
| 2018  | Кубок конфедерації КАФ | Попередній | Велайта Діча        | 1-1   | 0-1       | 1-2     |

## Відомі гравці
- Хатіб Саїд
- Хакім Хаміс